# Grand American Road Racing Association
La Grand American Road Racing Association, también conocida como Grand-Am, es una empresa que organiza competiciones de automovilismo de velocidad con sede en Daytona Beach, Estados Unidos y es propiedad de la NASCAR.

## Grand-Am Series

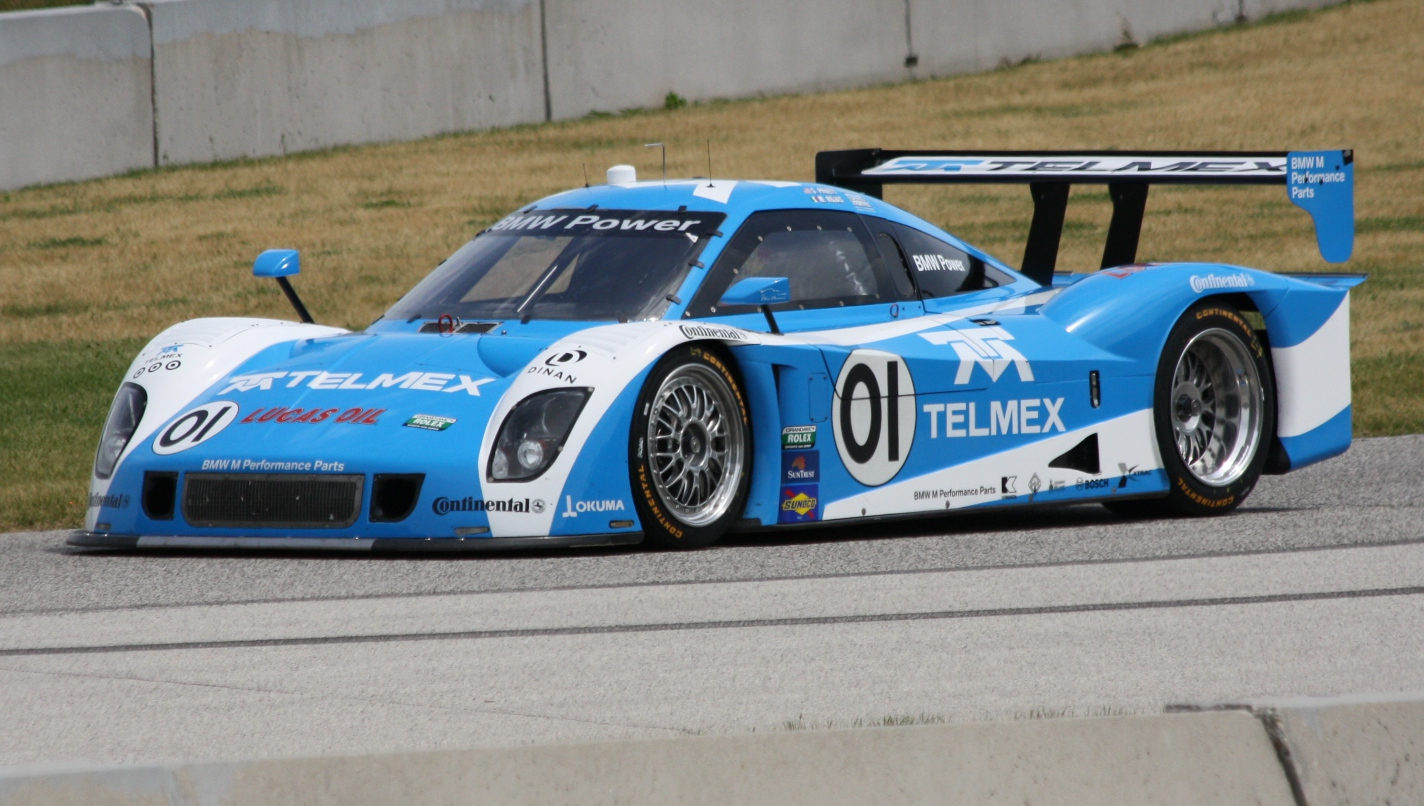
Scott Pruett / Guillermo Rojas, campeones de la clase DP en 2012

Su principal certamen fue la Grand-Am Rolex Sports Car Series (anteriormente denominado United States Road Racing Championship en 1998 y 1999 y Grand American Road Racing Championship en 2000 y 2001, abreviada Grand-Am Series), un campeonato de gran turismos y sport prototipos disputado en Estados Unidos, Canadá y México. La carrera más destacada de la Grand-Am Series es las 24 Horas de Daytona, una de las carreras de resistencia más importantes del mundo.
El Sports Car Club of America creó el United States Road Racing Championship en 1998 como una alternativa al Campeonato IMSA GT y a su sucesora, la American Le Mans Series, cuyos reglamentos fomentaban el desarrollo de tecnologías costosas. La temporada 1999 finalizó tras tres fechas, y las dos restantes se cancelaron. Como éstas se iban a disputar el mismo fin de semana que el Campeonato FIA GT, este permitió a los participantes del certamen estadounidense correr dentro de una clase aparte, N-GT. Grand American Road Racing Association compró la categoría para el año 2000 y le cambió su denominación.
Las dos divisiones de sport prototipos que se usaban originalmente eran idénticas a las del Campeonato de la FIA de Sport Prototipos. Fueron reemplazadas en 2003 por los Daytona Prototypes, cuyo reglamento permite menos tecnologías que los Le Mans Prototypes del Automobile Club de l'Ouest y por tanto son más económicos. Ese mismo año se eliminó las clase AGT, de chasis tubulares estadounidenses. En 2004, la categoría GTS (gran turismos) se eliminó para diferenciar más claramente las prestaciones de la restante clase de gran turismos (GT) y la Daytona Prototypes. A diferencia de la American Le Mans Series, la Rolex Sports Car Series ha promovido la participación de equipos privados en detrimento de los oficiales.
La Grand-Am Series y la American Le Mans Series se fusionarón en 2014 bajo la denominación United SportsCar Racing, combinando sus organizaciones y clases respectivas e incluyendo las 24 Horas de Daytona y las 12 Horas de Sebring en su calendario.

## Grand-Am Challenge

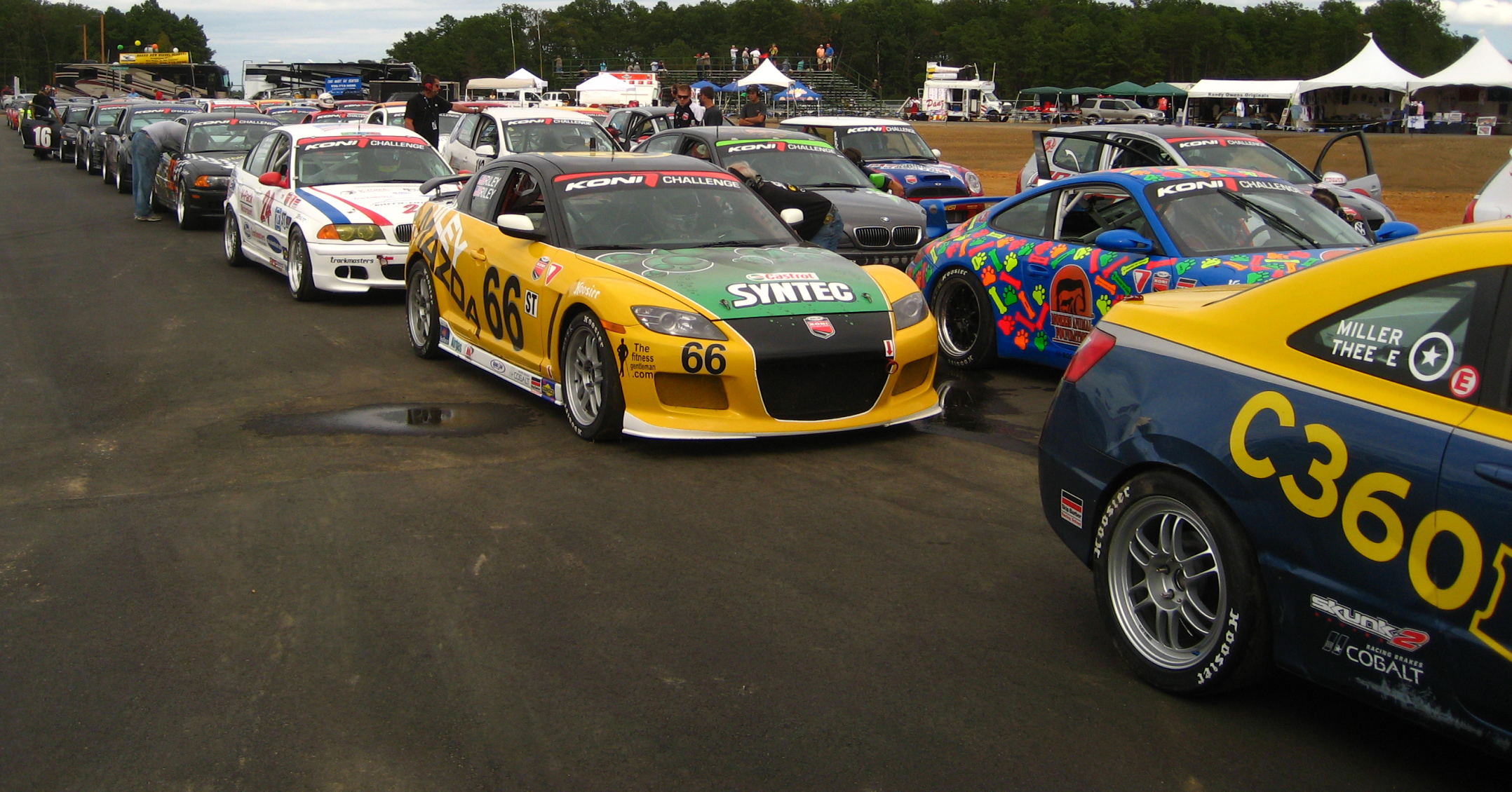
Grand-Am Challenge

El Grand-Am Sports Car Challenge (hasta 2006: Grand-Am Cup Series, entre 2007 y 2008: Grand-Am Challenge Series) es un campeonato de gran turismos y turismos que la Grand-Am organiza desde el año 2001, con menor jerarquía que la Grand-Am Series. En la actualidad, las carreras duran 2 horas 30 minutos y debe haber al menos un cambio de pilotos en cada automóvil.
Desde 2003, compiten dos clases de automóviles, Grand Sport y Street Tuner (abreviadas GS y ST), que se corresponden aproximadamente con los conceptos de gran turismos y turismos respectivamente. No obstante, en GS se permiten turismos de altas prestaciones como el Audi S4 y el BMW M3, y en la segunda se permiten cupés asequibles como el Mazda RX-8 y el Mazda MX-5. Ambas clases permiten muy pocas modificaciones con respecto a los modelos de calle. Actualmente compiten en simultáneo, pero anteriormente han disputados carreras por separado. Se disputan títulos de pilotos desde 2004; anteriormente solo había títulos de equipos.
La principal carrera, la inaugural en Daytona como antesala de las 24 Horas, se ha llamado Grand-Am Cup At Daytona y 250 Millas de Daytona.

## Otros torneos
La Grand-Am fiscaliza la edición norteamericana del Ferrari Challenge, la categoría monomarca de gran turismos de Ferrari, así como el Historic Challenge que reúne a modelos de distintas épocas de Ferrari, Maserati y Alfa Romeo. Anteriormente, la Grand-Am también fue responsable del Ford Racing Mustang Challenge, una monomarca de Ford Mustang, y de la Fórmula Renault 2000 Norteamericana.

## Circuitos

### Grand-Am Series
| - Austin (2013) - Barber (2003-2013) - Daytona (1998-2013) - Detroit (2012-2013) - Fontana (2002-2005) - Homestead (1998-2012) - Indianapolis (2012-2013) - Iowa (2007) - Kansas (2013) | - Laguna Seca (2005-2009, 2011-2013) - Lime Rock Park (1999-2001, 2006-2008, 2010-2013) - Long Beach (2006) - México (2005-2008) - Mid-Ohio (1998-2001, 2003-2013) - Miller (2006-2010) - Minneapolis (1998) - Montreal (2007-2012) - Mont-Tremblant (2002-2005) | - New Jersey (2008-2012) - Phoenix (2000-2006) - Road America (2000-2001, 2011-2013) - Road Atlanta (2013) - Sears Point (2006-2008) - Trois-Rivières (2000-2001) - Virginia (2002-2009, 2011) - Watkins Glen (1998-2013) |

### Grand-Am Challenge
| - Austin (2013) - Barber (2003-2013) - Daytona (2001-2013) - Homestead (2001, 2003-2004, 2007, 2009-2012) - Indianapolis (2012-2013) - Kansas (2013) - Fontana (2002-2005) - Iowa (2007-2008) - Laguna Seca (2005-2007, 2009, 2011-2013) | - Lime Rock Park (2006-2013) - Mid-Ohio (2001-2013) - Miller (2006-2010) - Mont-Tremblant (2002, 2004) - Mosport Park (2001-2002, 2005, 2007-2008) - New Jersey (2008-2012) - Phoenix (2001-2006) | - Road America (2001, 2011-2013) - Road Atlanta (2013) - Santo Domingo (2005) - Trois-Rivières (2001, 2005-2010) - Virginia (2001-2011) - Watkins Glen (2001-2005, 2007-2013) |

## Campeones

### Grand-Am Series
| Año  | Clases                                   | Clases                                   | Clases                       | Clases                        | Clases                    |
| 1998 | CA                                       | CA                                       | GT1                          | GT2                           | GT3                       |
| ---- | ---------------------------------------- | ---------------------------------------- | ---------------------------- | ----------------------------- | ------------------------- |
| 1998 | James Weaver                             | James Weaver                             | Thierry Boutsen              | Scott Sansone Cameron Worth   | Ross Bentley              |
| 1999 | Butch Leitzinger Elliott Forbes-Robinson | Butch Leitzinger Elliott Forbes-Robinson | -                            | Larry Schumacher John O'Steen | Cort Wagner               |
| 2000 | SR                                       | SRII                                     | GTO                          | GTU                           | AGT                       |
| 2000 | James Weaver                             | Larry Oberto                             | Terry Borcheller             | Mike Fitzgerald               | Doug Mills                |
| 2001 | SRP                                      | SRPII                                    | GTS                          | GT                            | AGT                       |
| 2001 | James Weaver                             | Andy Lally                               | Chris Bingham                | Darren Law                    | Craig Conway              |
| 2002 | Didier Theys                             | Terry Borcheller                         | Chris Bingham                | Bill Auberlen Cort Wagner     | Kerry Hitt                |
| 2003 | DP                                       | SRPII                                    | GTS                          | GT                            | GT                        |
| 2003 | Terry Borcheller                         | Steve Marshall                           | Tommy Riggins Dave Machavern | Cort Wagner Brent Martini     | Cort Wagner Brent Martini |
| 2004 | DP                                       | DP                                       | SGS                          | SGS                           | GT                        |
| 2004 | Max Papis                                | Scott Pruett                             | Andy Lally                   | Marc Bunting                  | Bill Auberlen Boris Said  |
| 2005 | DP                                       | DP                                       | GT                           | GT                            |                           |
| 2005 | Max Angelelli Wayne Taylor               | Max Angelelli Wayne Taylor               | Craig Stanton                | Craig Stanton                 |                           |
| 2006 | Jörg Bergmeister                         | Jörg Bergmeister                         | Andy Lally                   | Marc Bunting                  | -                         |
| 2007 | Alex Gurney                              | Jon Fogarty                              | Dirk Werner                  | Dirk Werner                   | -                         |
| 2008 | Guillermo Rojas                          | Scott Pruett                             | Paul Edwards                 | Kelly Collins                 | -                         |
| 2009 | Alex Gurney                              | Jon Fogarty                              | Leh Keen                     | Dirk Werner                   | -                         |
| 2010 | Guillermo Rojas                          | Scott Pruett                             | Emil Assentato               | Jeff Segal                    | -                         |
| 2011 | Guillermo Rojas                          | Scott Pruett                             | Leh Keen                     | Andrew Davis                  | -                         |
| 2012 | Guillermo Rojas                          | Scott Pruett                             | Emil Assentato               | Jeff Segal                    | -                         |
| 2013 | DP                                       | DP                                       | GT                           | GT                            | GX                        |
| 2013 | Max Angelelli                            | Jordan Taylor                            | Alessandro Balzan            | Alessandro Balzan             | Jim Norman                |

### Grand-Am Challenge
| Año  | Grand Sport                      | Grand Sport  | Street Tuner                      | Street Tuner     |
| Año  | Pilotos                          | Automóvil    | Pilotos                           | Automóvil        |
| ---- | -------------------------------- | ------------ | --------------------------------- | ---------------- |
| 2004 | Craig Stanton Terry Borcheller   | Cadillac CTS | David Haskell Sylvain Tremblay    | Mazda RX-8       |
| 2005 | David Empringham Scott Maxwell   | Ford Mustang | David Haskell Sylvain Tremblay    | Mazda RX-8       |
| 2006 | Anders Hainer Spencer Pumpelly   | BMW M3       | Don Salama Will Turner            | BMW Serie 3      |
| 2007 | Jeff Segal Jep Thornton          | BMW M3       | Trevor Hopwood Adam Burrows       | BMW Serie 3      |
| 2008 | Joe Foster Scott Maxwell         | Ford Mustang | Jamie Holtom                      | Chevrolet Cobalt |
| 2009 | Kenny Wilden                     | Ford Mustang | Christian Miller                  | Honda Civic      |
| 2010 | Charles Espenlaub Charles Putman | BMW M3       | David Thilenius Lawson Aschenbach | Honda Civic      |
| 2011 | Paul Dalla Lana                  | BMW M3       | Niclas Jönsson                    | Kia Forte        |
| 2012 | David Empringham John Farano     | Porsche 911  | Pierre Kleinubing                 | Mazda 3          |
| 2013 | Matt Plumb Nick Longhi           | Porsche 911  | Mike LaMarra Terry Borcheller     | BMW Serie 1      |

## Pilotos destacados

### Grand-Am Series
CA / SRP / DP
| Piloto           | Títulos                          | Victorias |
| ---------------- | -------------------------------- | --------- |
| Scott Pruett     | 5 (2004, 2008, 2010, 2011, 2012) | 40        |
| Guillermo Rojas  | 4 (2008, 2010, 2011, 2012)       | 27        |
| Max Angelelli    | 2 (2005, 2013)                   | 26        |
| James Weaver     | 3 (1998, 2000, 2001)             | 17        |
| Jon Fogarty      | 2 (2007, 2009)                   | 16        |
| Alex Gurney      | 2 (2007, 2009)                   | 15        |
| Butch Leitzinger | 1 (1999)                         | 15        |
| Didier Theys     | 1 (2002)                         | 12        |
| Terry Borcheller | 1 (2003)                         | 9         |
| Luis Díaz        | 0                                | 8         |
| Wayne Taylor     | 1 (2005)                         | 8         |
| Mauro Baldi      | 0                                | 8         |
| Andy Wallace     | 0                                | 8         |
| João Barbosa     | 0                                | 7         |
| Ricky Taylor     | 0                                | 7         |

| Predecesor: 'Temporada 1998 del Campeonato IMSA GT ('IMSA) | Temporada 1998 de la United States Road Racing Championship (Grand-Am) 1998 | Sucesor: '''Temporada 1999 de la United States Road Racing Championship''' |